# وقت اضافه

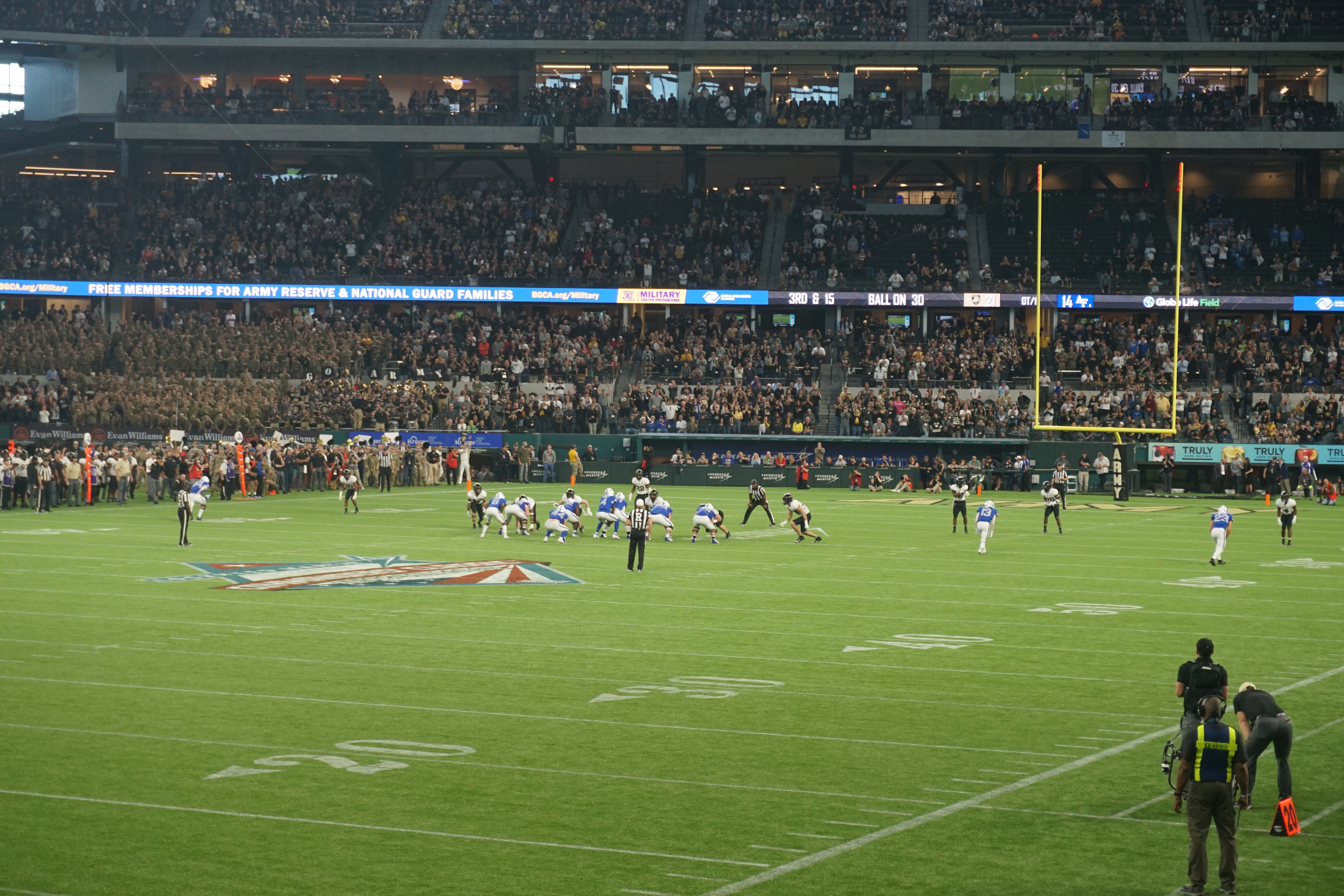
دو تیم در وقت اضافه

## فوتبال
وقت اضافه (به انگلیسی: Overtime) در بازی فوتبال زمانی تعیین می‌شود که بازی باید حتماً برنده داشته‌باشد. طبق قانون فیفا، مقررات مسابقات می‌تواند بر طبق شرایط مندرج در قانون ۸ (آغاز و آغاز مجدد بازی) دو وقت مساوی برای مسابقه منظور کند؛ که در بیشتر مواقع و در مسابقات بین‌المللی این دو وقت ۱۵ دقیقه هستند. مقررات در این دو وقت مانند مقررات در طول بازی است.

## سیر تغییرات وقت اضافه

### تکرار بازی
در این روش هرگاه بازی بدون تعین برنده به پایان برسد یک بازی دیگر در فردای همان روز یا یک روز دیگر که مرجع مسابقه اعلام می‌کند برگزار می‌شود. روش تعین برنده در پایان ۹۰ دقیقهٔ بازی دوم اگر همچنان برنده نداشت نیز متفاوت است. این روش همچنان در مسابقات حذفی انگلستان اجرا می‌شود.

### گل طلایی
۲ زمان ۱۵ دقیقه و زمانی که گل طلایی زده شود بازی تمام است. این روش برای اولین بار در فینال مسابقات جام ملت‌های اروپا ۹۶ اجرا شد و طی آن آلمان با گل طلایی بر چک پیروز شد.

### گل نقره‌ای
۲ زمان ۱۵ دقیقه به‌طوری که وقت اول به‌طور کامل برگزار می‌شود و اگر در وقت اول تیمی پیروز نشد در وقت دوم تیمی که زودتر گل بزند برنده اعلام می‌شود. این قانون برای اصلاح قانون گل طلایی اجرا شد.

### حذف قوانین گل طلایی و نقره‌ای
سرانجام فیفا در جلسه ۱۲ اسفند ۱۳۸۲ (مارس ۲۰۰۴) در لندن قوانین گل طلایی و گل نقره‌ای را فسخ و مقرر کرد از این پس همچون گذشته هر مسابقهٔ فوتبال در مرحلهٔ حذفی که در ۹۰ دقیقه به نتیجهٔ نهایی نرسد، در دو وقت اضافی ۱۵ دقیقه‌ای ادامه یابد و سپس درصورت تداوم نتیجه تساوی با ضربات پنالتی سرنوشت آن تعیین شود.

## هندبال
براساس قوانین هندبال، زمانی که در یک مسابقه، بازی تساوی شود و نیاز باشد تا حتما بازی یک برنده داشته باشد، دو وقت اضافه 5 دقیقه ای متوالی انجام می شود. اگر بعد از آن تیم ها همچنان مساوی باشند، وقت های اضافه یک بار دیگر تکرار می شوند. تساوی بیشتر منجر به ضربات پنالتی می شود.